# خرگوش بی‌دم نقره‌ای
خرگوش بی‌دم نقره‌ای (نام علمی: Ochotona argentata) نام یک گونه از سرده خرگوش بی‌دم است.